# کوپل‌پورت

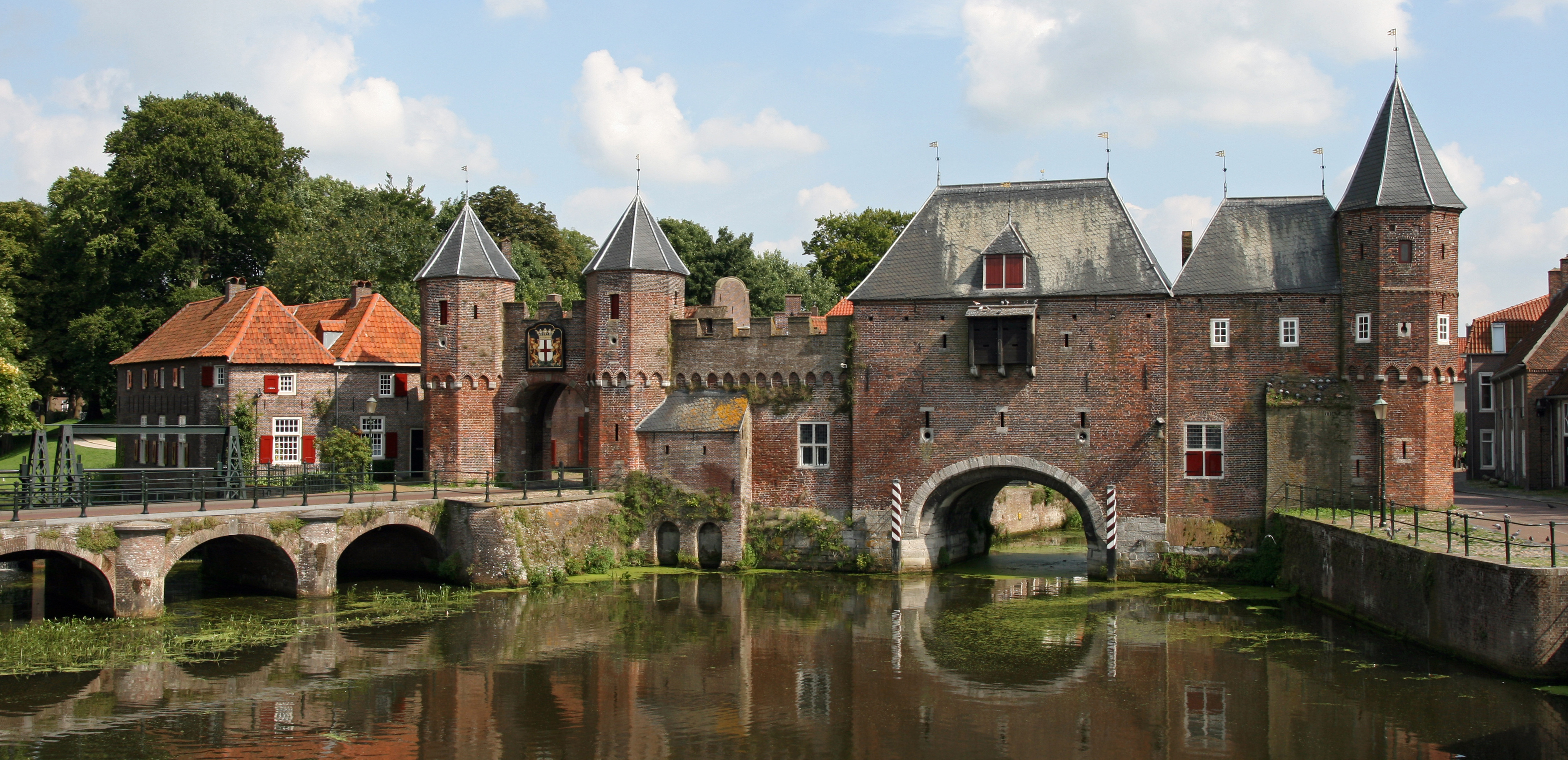
کوپل‌پورت، آمرسفورت

کوپل‌پورت (Koppelpoort) دروازه‌ای قرون وسطایی در شهر آمرسفورت کشور هلند است. ساختن این دروازه در حدود سال ۱۴۲۵ پایان یافت. دروازهٔ کوپل‌پورت نمونه‌ای از معماری دفاعی قرون وسطی است، ترکیبی از دروازه زمینی و آبی و بخشی از دیوار دوم شهر آمسفورت، که بین سال‌های ۱۳۸۰ و۱۴۵۰ میلادی ساخته شده‌است.
دروازه کوپل‌پورت ظاهر کنونی خود را مدیون مرمت پیر کایپرس در سال ۱۸۸۵و۱۸۸۶است. در میان دیگر تغییرات، کایپرس پله بین دو دروازه را حذف و آن را با یک شیب جایگزین کرد.
از سال ۱۹۶۹تا سال ۱۹۹۳تئاتر عروسکی خیمه‌شب‌بازی درون دروازه قرار داشت.
آخرین بازسازی در سال ۱۹۹۶ به پایان رسید. در طول اجرای بازسازی، مصالح قدیمی ساختمانی بسیار با احتیاط و با احترام خاصی به آثار باستانی جابه‌جا می‌شدند، در نتیجه در طول بازسازی کمترین صدمه ممکن به مصالح قدیمی وارد آمد. به خاطراین بازسازی شهر آمسفورت، برندهٔ جایزه اروپا نوسترا شد.

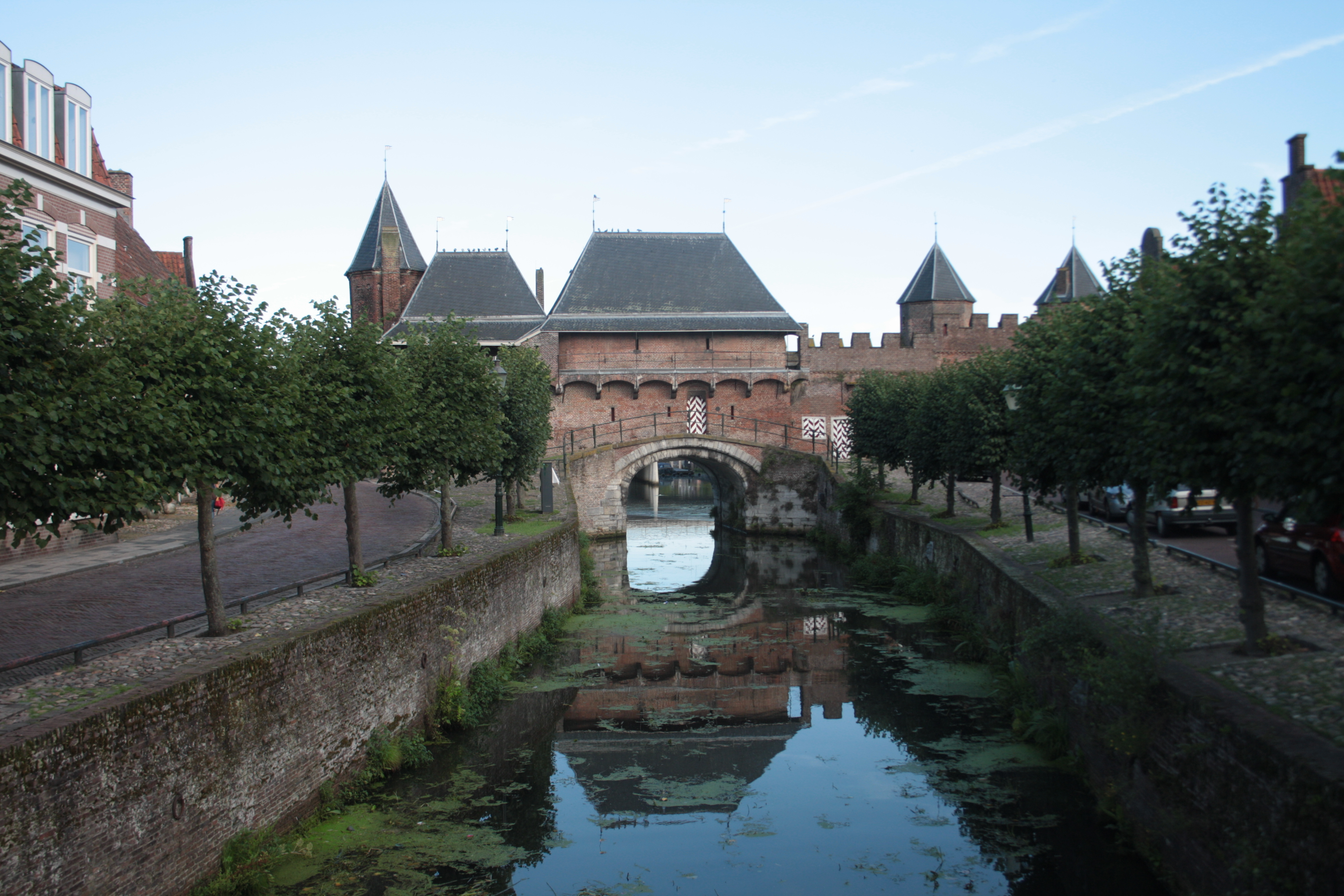